# Лэнг, Кэтрин Келли
Кэтрин Келли Лэнг (англ. Katherine Kelly Lang; род. 25 июля 1961, Голливуд, Калифорния) — американская актриса. Она известна по роли Брук Логан Форрестер в мыльной опере «Дерзкие и красивые».

## Жизнь и карьера
Кэтрин Келли Лэнг родилась в Голливуде, штат Калифорния и окончила среднюю школу Беверли-Хиллз.
Она дебютировала на экране в 1979 году в фильме «Скейтаун», а затем начала появляться на телевидении в таких сериалах как «Счастливые дни» и «Каскадёры». Она также появилась в двух музыкальных клипах групп Alabama и The Beach Boys.
Лэнг достигла наибольшей известности по роли Брук Логан Форрестер в мыльной опере «Дерзкие и красивые», где она снимается с 1987 года. Она появилась в той же роли в другой мыльной опере — «Молодые и дерзкие» в 1998 году. Эта роль принесла ей две номинации на дневную премию «Эмми», в 2013 и 2014 годах.
Лэнг была замужем дважды и имеет троих детей.